# Sponsor semistrigosus
Sponsor semistrigosus es una especie de escarabajo del género Sponsor, familia Buprestidae. Fue descrita científicamente por Fairmaire en 1902.

## Distribución
Habita en la región afrotropical.